# کونراد کریستنسن
کونراد کریستنسن (نروژی: Conrad Christensen; ۲۵ ژانویهٔ ۱۸۸۲ – ۳۰ دسامبر ۱۹۵۰) ژیمناست هنری اهل نروژ بود.